# NASCAR Winston Cup de 1998
A Temporada da NASCAR Winston Cup de 1998 foi a 50º edição da Nascar, com 33 etapas disputadas o campeão foi Jeff Gordon.

## Calendário
| N. | Data   | Corrida                           | Circuito                        | Vencedor        | Segundo         | Terceiro        |
| 1  | 15-feb | Daytona 500                       | Daytona International Speedway  | Dale Earnhardt  | Bobby Labonte   | Jeremy Mayfield |
| 2  | 22-feb | GM Goodwrench Service Plus 400    | North Carolina Speedway         | Jeff Gordon     | Rusty Wallace   | Mark Martin     |
| 3  | 1-mrt  | Las Vegas 400                     | Las Vegas Motor Speedway        | Mark Martin     | Jeff Burton     | Rusty Wallace   |
| 4  | 9-mrt  | Primestar 500                     | Atlanta Motor Speedway          | Bobby Labonte   | Dale Jarrett    | Jeremy Mayfield |
| 5  | 21-mrt | TranSouth Financial 400           | Darlington Raceway              | Dale Jarrett    | Jeff Gordon     | Rusty Wallace   |
| 6  | 29-mrt | Food City 500                     | Bristol Motor Speedway          | Jeff Gordon     | Terry Labonte   | Dale Jarrett    |
| 7  | 5-apr  | Texas 500                         | Texas Motor Speedway            | Mark Martin     | Chad Little     | Robert Pressley |
| 8  | 19-apr | Goody's Headache Powder 500       | Martinsville Speedway           | Bobby Hamilton  | Ted Musgrave    | Dale Jarrett    |
| 9  | 26-apr | DieHard 500                       | Talladega Superspeedway         | Bobby Labonte   | Jimmy Spencer   | Dale Jarrett    |
| 10 | 3-mei  | California 500                    | California Speedway             | Mark Martin     | Jeremy Mayfield | Terry Labonte   |
| 11 | 24-mei | Coca-Cola 600                     | Charlotte Motor Speedway        | Jeff Gordon     | Rusty Wallace   | Bobby Labonte   |
| 12 | 31-mei | MBNA Platinum 400                 | Dover International Speedway    | Dale Jarrett    | Jeff Burton     | Jeff Gordon     |
| 13 | 6-jun  | Pontiac Excitement 400            | Richmond International Raceway  | Terry Labonte   | Dale Jarrett    | Rusty Wallace   |
| 14 | 14-jun | Miller Lite 400                   | Michigan International Speedway | Mark Martin     | Dale Jarrett    | Jeff Gordon     |
| 15 | 21-jun | Pocono 500                        | Pocono Raceway                  | Jeremy Mayfield | Jeff Gordon     | Dale Jarrett    |
| 16 | 28-jun | Save Mart/Kragen 350              | Infineon Raceway                | Jeff Gordon     | Bobby Hamilton  | John Andretti   |
| 17 | 12-jul | Jiffy Lube 300                    | New Hampshire Motor Speedway    | Jeff Burton     | Mark Martin     | Jeff Gordon     |
| 18 | 26-jul | Pennsylvania 500                  | Pocono Raceway                  | Jeff Gordon     | Mark Martin     | Jeff Burton     |
| 19 | 1-aug  | Brickyard 400                     | Indianapolis Motor Speedway     | Jeff Gordon     | Mark Martin     | Bobby Labonte   |
| 20 | 9-aug  | The Bud At The Glen               | Watkins Glen International      | Jeff Gordon     | Mark Martin     | Mike Skinner    |
| 21 | 16-aug | Pepsi 400                         | Michigan International Speedway | Jeff Gordon     | Bobby Labonte   | Dale Jarrett    |
| 22 | 22-aug | Goody's Headache Powder 500       | Bristol Motor Speedway          | Mark Martin     | Jeff Burton     | Rusty Wallace   |
| 23 | 30-aug | Farm Aid on CMT 300               | New Hampshire Motor Speedway    | Jeff Gordon     | Mark Martin     | John Andretti   |
| 24 | 6-sep  | Pepsi Southern 500                | Darlington Raceway              | Jeff Gordon     | Jeff Burton     | Dale Jarrett    |
| 25 | 12-sep | Exide NASCAR Select Batteries 400 | Richmond International Raceway  | Jeff Burton     | Jeff Gordon     | Mark Martin     |
| 26 | 20-sep | MBNA Gold 400                     | Dover International Speedway    | Mark Martin     | Jeff Gordon     | Jeremy Mayfield |
| 27 | 27-sep | NAPA Autocare 500                 | Martinsville Speedway           | Ricky Rudd      | Jeff Gordon     | Mark Martin     |
| 28 | 4-okt  | UAW-GM Quality 500                | Charlotte Motor Speedway        | Mark Martin     | Ward Burton     | Jeff Burton     |
| 29 | 11-okt | Winston 500                       | Talladega Superspeedway         | Dale Jarrett    | Jeff Gordon     | Terry Labonte   |
| 30 | 17-okt | Pepsi 400                         | Daytona International Speedway  | Jeff Gordon     | Bobby Labonte   | Mike Skinner    |
| 31 | 25-okt | Dura Lube/Kmart 500               | Phoenix International Raceway   | Rusty Wallace   | Mark Martin     | Dale Earnhardt  |
| 32 | 1-nov  | AC Delco 400                      | North Carolina Speedway         | Jeff Gordon     | Dale Jarrett    | Rusty Wallace   |
| 33 | 8-nov  | NAPA 500                          | Atlanta Motor Speedway          | Jeff Gordon     | Dale Jarrett    | Mark Martin     |

## Classificação final - Top 10
| 1  | Jeff Gordon     | 5328 |
| 2  | Mark Martin     | 4964 |
| 3  | Dale Jarrett    | 4619 |
| 4  | Rusty Wallace   | 4501 |
| 5  | Jeff Burton     | 4415 |
| 6  | Bobby Labonte   | 4180 |
| 7  | Jeremy Mayfield | 4157 |
| 8  | Dale Earnhardt  | 3928 |
| 9  | Terry Labonte   | 3901 |
| 10 | Bobby Hamilton  | 3786 |